# Sanidad en Andalucía

Mapa sanitario de Andalucía.

La Sanidad en Andalucía es universal y gratuita, homologable a la media sanitaria de España. Es competencia del gobierno autonómico y está dirigida por la Consejería de Salud de la Junta de Andalucía. 
La región alcanzó la titularidad de las competencias sanitarias con la promulgación de su Estatuto de Autonomía, que fue desarrollado a través de un proceso de transferencias de competencias sanitarias desde el Estado a la Comunidad Autónoma. De esta forma, el Servicio Andaluz de Salud gestiona en la actualidad la práctica totalidad de los recursos sanitarios públicos de la Comunidad, con excepciones como las de los recursos sanitarios dependientes del Ministerio de Justicia (Instituciones penitenciarias) y Ministerio de Defensa (Hospitales Militares), entre otras.
- Datos: Q6120125